# Еліс Ісааз
Аліс Ісаа́з (фр. Alice Isaaz; нар. 26 липня 1991, Бордо, Франція) — французька акторка кіно і телебачення.

## Біографія та кар'єра
Аліс Ісааз народилася 26 липня 1991 року у французькому Бордо. У кіно Аліс потрапила випадково: на вулиці в Біарріці, де вона проводила відпустку, дівчину помітив режисер Джонатан Борґел і запропонував їй знятися в його короткометражці «Жанна».
У 2015 році за роль у фільмі «Секс за передплатою» Аліс Ісааз була номінована на премію Люм'єр як найкраща молода акторка.
У 2015 році на екрани вийшла комедія режисера Жана-Франсуа Ріше «Цей незручний момент», у якому Аліс Ісааз зіграла одну з головних ролей. У стрічці також знялися такі зірки кінематографа, як Венсан Кассель і Франсуа Клюзе.

## Фільмографія
| Рік  | Українська назва                | Оригінальна назва                     | Роль                   | Примітки                         |
| ---- | ------------------------------- | ------------------------------------- | ---------------------- | -------------------------------- |
| 2011 | Жозефіна: Ангел-хранитель       | Joséphine, ange gardien               | Жульєт Ведон           | серіал                           |
| 2012 | Загадкові вбивства Агати Крісті | Les petits meurtres d'Agatha Christie | Жульєтта               | серіал                           |
| 2012 | Кенігсберг                      | Königsberg                            | Шарлотта               | короткометражний                 |
| 2013 | Золота клітка                   | La cage dorée                         | Кассіопея              |                                  |
| 2014 | Синок                           | Fiston                                | Елі                    |                                  |
| 2014 | Секс за передоплатою            | La crème de la crème                  | Келлі                  |                                  |
| 2014 | Жовтоокі крокодили              | Les yeux jaunes des crocodiles        | Гортензія Кортес       |                                  |
| 2014 | Наш Фауст                       | Notre Faust                           | Лізі                   | короткометражний                 |
| 2015 | Цей незручний момент            | Un moment d'égarement                 | Марі                   |                                  |
| 2016 | Вона                            | Elle                                  | Жозі                   | Нагорода Канського кінофестивалю |
| 2016 | Розалі Блюм                     | Rosalie Blum                          | Ауде                   |                                  |
| 2018 | Мадемуазель де Жонк'єр          | Mademoiselle de Joncquières           | мадемуазель де Жонк'єр |                                  |
| 2022 | Персональний водій              | Une belle course                      | Молода Мадлен          |                                  |

## Визнання
| Рік                    | Категорія                  | Фільм                | Результат |
| ---------------------- | -------------------------- | -------------------- | --------- |
| Премія CinEuphoria     |                            |                      |           |
| 2014                   | Найкращий акторський склад | Золота клітка        | Перемога  |
| Кінофестиваль у Кабурі |                            |                      |           |
| 2015                   | Найкраща молода акторка    | Жовтоокі крокодили   | Перемога  |
| Премія «Люм'єр»        |                            |                      |           |
| 2015                   | Найкраща молода акторка    | Секс за передоплатою | Номінація |